# AH Весов
AH Весов (лат. AH Librae) — одиночная переменная звезда в созвездии Весов на расстоянии (вычисленном из значения параллакса) приблизительно 17184 световых лет (около 5269 парсеков) от Солнца. Видимая звёздная величина звезды — от +14,8m до +13,2m.

## Характеристики
AH Весов — пульсирующая переменная звезда типа RR Лиры (RRAB).